# Richard Kern
Pour les articles homonymes, voir Kern.
Richard Kern (né en 1954 à Roanoke Rapids, Caroline du Nord) est un photographe et réalisateur américain underground pornographique. Il vit et travaille à New York.

## Biographie
Son œuvre s'articule autour de la pornographie et de l’érotisme populaires.
Très impliqué dans la scène musicale new-yorkaise du début des années 1980 (collaborations avec Sonic Youth, Lydia Lunch et Henry Rollins), il se consacre ensuite entièrement à la photographie dans les années 1990. 
Il est suivi par Vice pour la série Shot by Kern dans laquelle il prend en photo des amatrices comme des actrices X professionnelles. 
Il a publié sept livres et contribue à des publications internationales.
Il est le principal acteur de la naissance du porno chic[réf. souhaitée] avec Helmut Newton et auteur de nombreux ouvrages sur la question. 
En France, il est représenté par la galerie Jousse Entreprise.

## Expositions personnelles
2017
- Galerie Sébastien Bertrand, Genève, Suisse

2016
- Fortnight Institute, New York

2015
- Marlborough Chelsea, New York
- Cabinet, London

2013
- La Termica, Malaga, Espagne

- Feature Inc., New York

- Galerie Sebastien Betrand, Genève, Suisse

- Museum of Modern Art in Warsaw (Film Retrospective), Pologne

2012
- Vivacom Art Hall, Sofia, Bulgarie

- Jousse Entreprise, Paris, France

2011
- Garage Center for Contemporary Culture, Moscou, (Film Retrospective)
- Anthology Film Archives, New York (Film Retrospective)

2009
- Galerie Bertrand-Gruner, Genève, Suisse
- Guidi & Schoen Arte Contemporanea, Gênes, Italie
- Rental, New York

2008
- Feature Inc, New York

2006
- Guidi & Schoen Arte Contemporanea, Gênes, Italie
- Hotel, Londres
- Roger Björkholmen Galler, Stockholm, Suède

2005
- Proyectos Monclova, Mexico City
- Gallery Speak F O R, Tokyo

2004
- Palais de Tokyo, Paris, France
- Feature Inc., New York

2003
- Jousse Entreprise, Paris, France
- Snapshot as Gris, Angell Gallery, Toronto, Canada
- Galleria Davide Di Maggio – Mudimadue, Milan, Italie

2002
- ICA, Londres
- Catylyst Arts, Belfast, Irlande

2001
- Fundación Municipal de Cultura, Gijón, Espagne
- Feature Inc., New York
- The Deep, Tokyo, Japon

2000
- Reali, Brescia, Italie
- Galerie Roger Bjorkholmen, Stockholm, Suède

1999
- Mdu B, F, and G, Montréal, Canada
- Kunstverein Ludwigsburg, Ludwigsburg, Allemagne
- Torch , Amsterdam, Pays-Bas

1998
- Reali , Brescia, Italie
- Center for Contempary Photography, Melbourne, Australie
- Galerie Jousse Seguin, Paris, France

1997
- Feature Inc. , New York
- Galerie Roger Bjorkholmen, Stockholm, Suède
- The Deep, Tokyo, Japon
- Austerlitz autrement, Paris, France

1996
- Feature Inc. , New York
- Galerie Jousse Seguin, Paris, France

1995
- PURR Gallery, Londres
- The Deep, Tokyo, Japon

1990
- FourFiveFive, San Francisco, États-Unis

1985
- You Killed Me First, Ground Zero, New York (Collaboration with David Wojnarowitz)

## Expositions collectives
2016
- Summer Show, Galerie Sébastien Bertrand, Genève, Suisse
- NADA NY (art fair), Galerie Sébastien Bertrand, New York

2014
- Mystic Fire, Paradise Row, London, curated by Darren Flook
- A Shit in the Face of History, Melkweg, Amsterdam, Pays-Bas

2013
- Coconut Water, White Flag Projects, St Louis, Missouri, Etats-Unis. Curated by Matt Strauss
- Art Genève (art fair), Galerie Sébastien Bertrand, Genève, Suisse

2012
- Ideal Pole, Ramiken Crucible, New York. Curated by Bjarne Melgaard
- A rebours, Venus Over Manhattan, New York. Curated by Adam Lindemann

- You Killed Me First, KW Institute for Contemporary Art, Berlin, Allemagne. Curated by Susanne Pfeffer
- Portraits: Cabinet De Curiosites, Galerie Bertrand-Gruner, Genève, Suisse

2011
- After Shelley Duvall ’72, Maccarone, New York. Curated by Bjarne Melgaard
- The Lead Awards, Deichtorhallen Hamburg, Hambourg, Allemagne

2010
- Accessories To An Artwork Glen Horowitz, New York et Paul Stopler, Londres. Curated by Peter Saville
- Salad Days, The Journal Gallery, New York. Curated by Michael Nevin
- Who Shot Rock and Roll, Brooklyn Museum, New York. Curated by Gail Buckland
- Sonic Youth: Sensational Fix, Kunsthalle Dusseldorf, Germany and other places. Curated by Roland Groenenboom

2006
- The Downtown Show: The New York Art Scene 1974–84, Grey Art Gallery, New York (and other places)
- Vice, Silverstein Photography, New York
- The Kate Show, Amsterdam Photography Museum, Amsterdam, Pays-Bas
- Tiny Vices, Spencer Brownstone Gallery, New York

2004
- Emporte-moi! extase, possession et autres transports, Images ‘04, Vevey, Commissariat Vincent Juillerat
- XXX, Davide Di Maggio Gallery, Berlin, Allemagne

2003
- Martha Graham Contempary, New York
- Gothenburg Bienial, Göteborg, Suède

2002
- Strip and Tease Aeroplastics Contempary, Bruxelles, Belgique

2001
- Selected Works, Eye Five Gallery, Los Angeles, Etats-Unis
- Wet, Luise Ross Gallery, New York
- Face Off, Aeroplastics Contemporary, Bruxelles, Belgique

2000
- Group Show, Galerie Patrick Seguin, Paris, France
- Kim’s Bedroom, Parco Gallery, Tokyo, Japon
- Full Serve, Rove, New York. Curated by Kenny Schacter
- Group Show, Reali Artecontemporanea, Brescia, Italie
- Kim’s Bedroom MU, Eindhoven, Pays-Bas

1999
- B.M.W. (black meet white) ANP Antwerpen, Bruxelles, Belgique
- Shake the Disease Duncan Of Jordanstone College of art and design, Dundee, Écosse
- Castle Gallery, College of New Rochelle, New York

1998
- Disidentico, Plazzo Brancifonte, Palerme, Italie, curated by Achille Bonito, (Disidentico catalogue published by Panepinto Arte with exihibition)
- Move 2, New Image Art , Los Angeles, Etats-Unis, curated by Rich Jacob

1997
- Scared Stiff Grey Art Foundation, New York. Curated by Annie Stanley
- Flying Buttress Please, Torch, Amsterdam, Pays-Bas. Curated by Hudson
- El Ojo Tambien Penetra, Organismo Autonomo De Cultura, Centro De Fotografia, Ile de Tenerife, Espagne. Curated by Reiner Opoku and Angel Luis de la Cruz (Book Eio Jo Tambien Penetra published with exhibition)
- The Bite Generation, Lola Productions, Nantes, France. Comissariat Romain Slocombe

1996
- One Hundred Photographs American Fine Arts, New York
- The Experimenters Lombard Fried, New York. Curated by Kenny Schacter
- B-Side Gallery, New York. Curated by Rick Prole
- Picture This CBGB Gallery, New York
- Kunsthaus, Koln, Allemagne. Curated by Reiner Opoku

1995
- High Anxiety 66 Crosby Street, New York. Curated by Kenny Schachter
- Oy 121 Greene Street, New York. Curated by Kenny Schachter

1994
- Winter of Love P.S.1, New York. Curated by Olivier Zahm and Dike Blair

## Filmographie
- You Killed Me First (1985)
- Woman at the Wheel (1985)
- Thrust in Me (1985)
- Submit to Me (1985)
- Stray Dogs (1985)
- The Right Side of My Brain (1985)
- Manhattan Love Suicides (1985)
- I Hate You Now (1985)
- " Death Valley '69" music video (1985)
- King of Sex (1986)
- Goodbye 42nd Street (1986)
- Fingered (1986)
- Submit to Me Now (1987)
- X is Y (1990)
- Pierce (1990)
- Money Love (1990)
- The Evil Cameraman (1990)
- Tumble (1991)
- Nazi (1991)
- Horoscope (1991)
- Sewing Circle (1992)
- The Bitches (1992)
- "Detachable Penis" music video (1992)
- My Nightmare (1993)
- "Lunchbox" music video (1995)
- Extra Action (2007)
- Face to Panty Ratio (2011)

Les principaux films de Richard Kern ont été édités par la société vidéo Haxan films, qui les a regroupés en deux VHS intitulées Hardcore et Hardcore 2 , sorties en 1994.